# Chloephaga
Chloephaga är ett sydamerikanskt släkte med fåglar inom familjen änder (Anatidae). Släktet omfattar fem arter:
- Andinsk gås (Chloephaga melanoptera)
- Magellangås (Chloephaga picta)
- Kelpgås (Chloephaga hybrida)
- Gråhuvad gås (Chloephaga poliocephala)
- Rosthuvad gås (Chloephaga rubidiceps)